# Prasmodon
Prasmodon – rodzaj błonkówek z rodziny męczelkowatych. Gatunkiem typowym jest Prasmodon eminens.

## Zasięg występowania
Rodzaj obejmuje gatunki występujące w krainie neotropikalnej.

## Biologia i ekologia
Żywicielami są motyle z rodziny wachlarzykowatych i być może innych rodzin..

## Gatunki
Do rodzaju zaliczanych jest 18 opisanych gatunków:
- Prasmodon almasolisae Fernández-Triana & Whitfield, 2014
- Prasmodon aureus Fernández-Triana & Whitfield, 2014
- Prasmodon bobpoolei Fernández-Triana & Whitfield, 2014
- Prasmodon bobrobbinsi Fernández-Triana & Whitfield, 2014
- Prasmodon dondavisi Fernández-Triana & Whitfield, 2014
- Prasmodon eminens Nixon, 1965
- Prasmodon erenadupontae Braet & Fernández-Triana, 2014
- Prasmodon johnbrowni Fernández-Triana & Whitfield, 2014
- Prasmodon masoni Fernández-Triana & Whitfield, 2014
- Prasmodon mikepoguei Fernández-Triana & Whitfield, 2014
- Prasmodon nixoni Fernández-Triana & Whitfield, 2014
- Prasmodon paulgoldsteini Fernández-Triana & Whitfield, 2014
- Prasmodon scottmilleri Fernández-Triana & Whitfield, 2014
- Prasmodon silvatlanticus Fernández-Triana & Whitfield, 2014
- Prasmodon subfuscus Fernández-Triana & Whitfield, 2014
- Prasmodon tijucaensis Fernández-Triana & Whitfield, 2014
- Prasmodon verhoogdenokus Braet & Fernández-Triana, 2014
- Prasmodon zlotnicki Valerio & Rodriguez, 2005